# Germán Leonforte
Germán Leonforte (ur. 12 stycznia 1981 w Rosario) – argentyński piłkarz grający na pozycji obrońcy. Obecnie gra w Ferro Carril Oeste.

## Kariera klubowa
Leonforte jest wychowankiem popularnego Rosario Central. Barwy seniorskie klubu z Rosario reprezentował w latach 2002-2005. Po zakończeniu fazy Apertura 2005 przeniósł się do stołecznego Huracánu. Po zaledwie roku spędzonym w Huracánie wyjechał do Paragwaju, aby grać w Nacionalu Asunción. W paragwajskim klubie występował przez pół roku. Następnym przystankiem w karierze Argentyńczyka było chilijskie Coquimbo Unido, a później boliwijska Aurora. W 2009 roku podpisał kontrakt z meksykańskim drugoligowcem - Dorados de Sinaloa. Latem 2010 został zawodnikiem argentyńskiego klubu Ferro Carril Oeste.

## Osiągnięcia

### Aurora
- Zwycięstwo
  - Liga de Fútbol Profesional Boliviano: Clausura 2008